# 26871 Tanezrouft
26871 Tanezrouft este o planetă minoră (asteroid), cu un diametru de 9,733 km, din centura de asteroizi. A fost descoperită pe 9 octombrie 1993 la Observatorul La Silla de Eric Walter Elst. 
Obiectul prezintă o orbită caracterizată de o semiaxă mare de 2,6332161 UAi, o excentricitate de 0,09, o înclinație de 5,32583 ° în raport cu ecliptica.